# Шахівниця

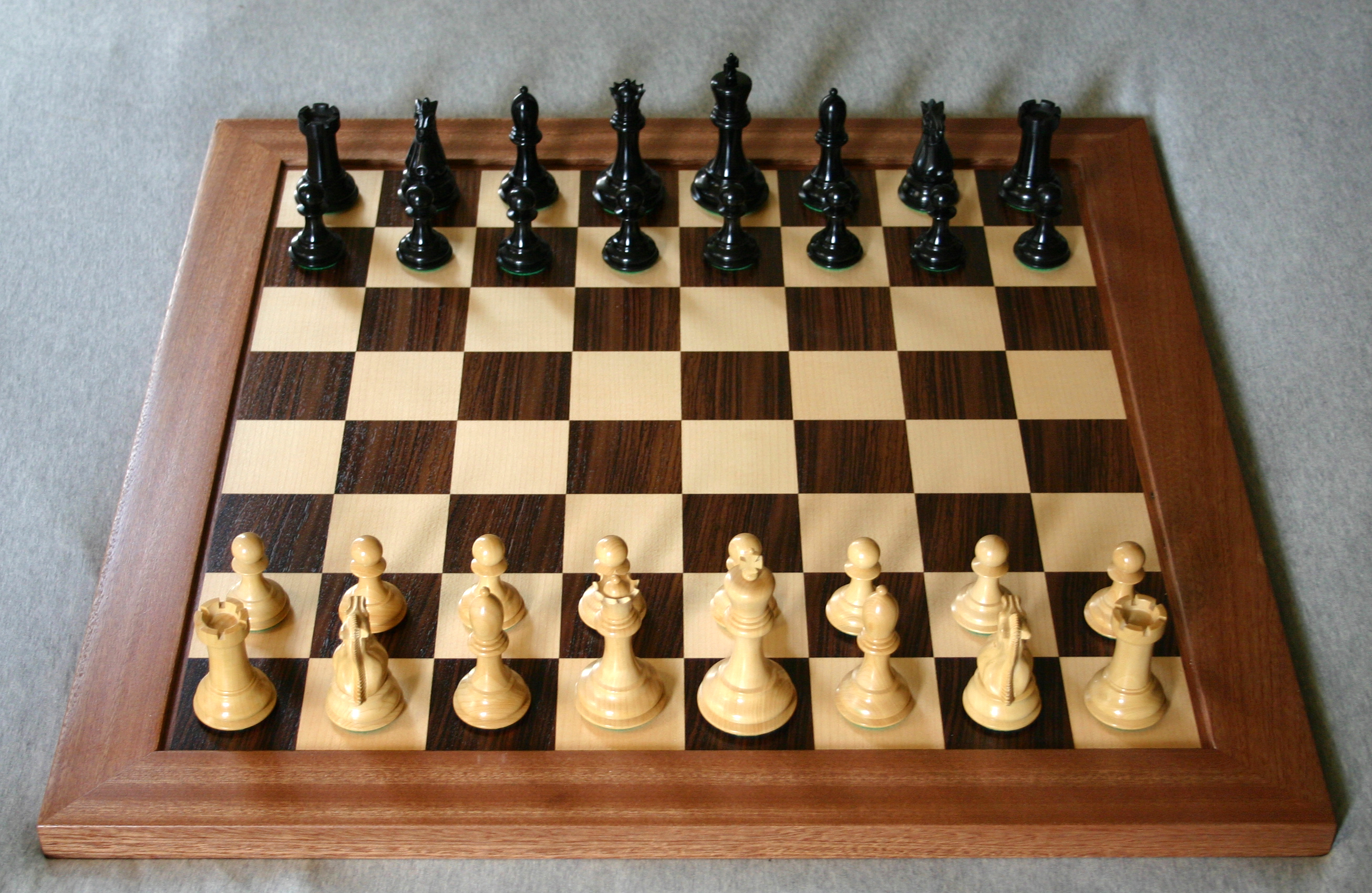
Шахівниця з розставленими шаховими фігурами перед початком гри

Шахівниця — ігрове поле в шахах, шашках і деяких інших стратегічних настільних іграх. Традиційна шахівниця є полем 8×8 (усього 64) темних і світлих клітинок (полів), що чергуються. Поле «a1» традиційно чорне. У різних варіантах кількість полів може варіюватися, з радикальніших відступів — можлива зміна форми полів. Незмінна риса шахівниці — двоколірність.
У традиційному настільному (не комп'ютерному й не портативному) форм-факторі шахівниця дерев'яна. Зазвичай це коробка, що складається навпіл, в якій зберігаються шахові фігури.

## Клітинки
Кожна клітинка має власну назву, що дозволяє здійснювати запис ходів партій. Існує кілька систем встановлення назв клітинок, найпопулярнішою є «алгебраїчна система позначень», ця ж система позначень і є офіційною. За цією системою кожна клітинка має назву, що відповідає рядку і стовпчику, у якому вона перебуває. Горизонталі (рядки) пронумеровано від 1 до 8, починаючи з боку гравця білими. Вертикалі (стовпчики) позначено літерами латинської абетки від «a» до «h» у напрямку зліва праворуч з боку гравця білими. У такій системі назва клітинки складається з літери, за якою вказують цифру. Таким чином клітинка у нижньому лівому куті дошки має назву «a1».

## Елементи шахівниці
Елементи шахівниці мають власні назви:
- Горизонталь: горизонтальний рядок з клітинок шахівниці, в алгебраїчній нотації позначається арабською цифрою від 1 до 8.

- Вертикаль: вертикальний стовпчик з клітинок шахівниці, в алгебраїчній нотації позначається латинською літерою від «a» до «h».

- Діагональ: пряма лінія з клітинок одного кольору, що проходить під кутом 45° до країв шахівниці від однієї сторони шахівниці до іншої, в алгебраїчній нотації позначається поєднанням арабської цифри з літерою на позначення початку діагоналі й через дефіс — арабської цифри з літерою на позначення закінчення.

- Центр: квадрат з чотирьох клітинок посередині шахівниці.

## Ігри для шахівниці
- Шахи
- Шахова композиція
- Шашки
- Чапаєв (гра)
- Прорив (настільна гра)

## Галерея

Sample gallery
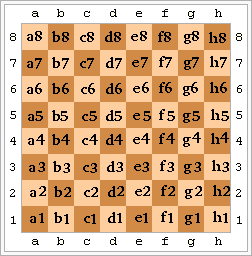
Шахівниця з позначенням назви кожної клітинки в алгебраїчній нотації
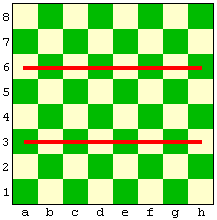
Шахівниця з двома позначеними горизонталями 3 і 6
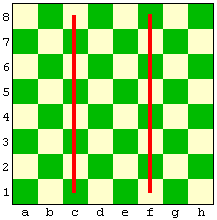
Шахівниця з двома позначеними вертикалями c і f
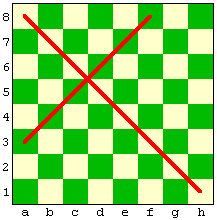
Шахівниця з двома позначеними діагоналями a3-f8 і a8-h1
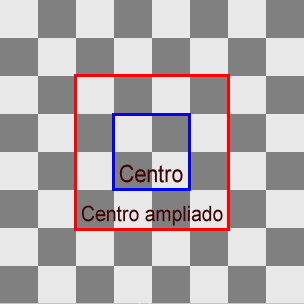
Центр шахівниці, обведений синім
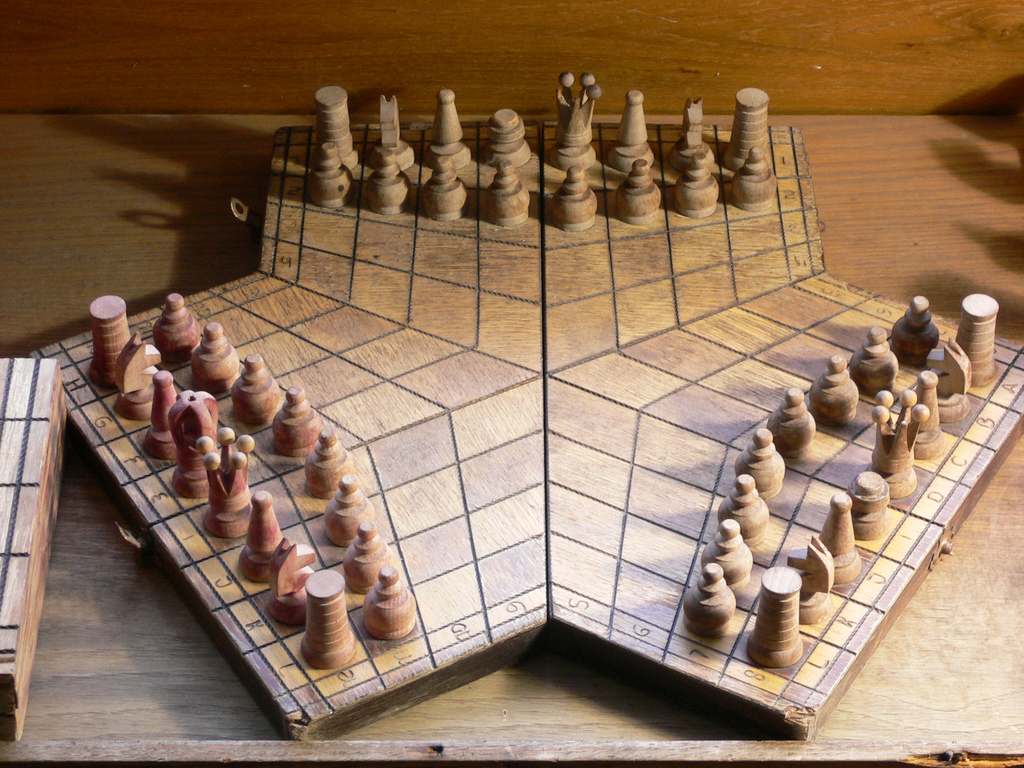
Шахівниця для гри утрьох зі стартовою позицією
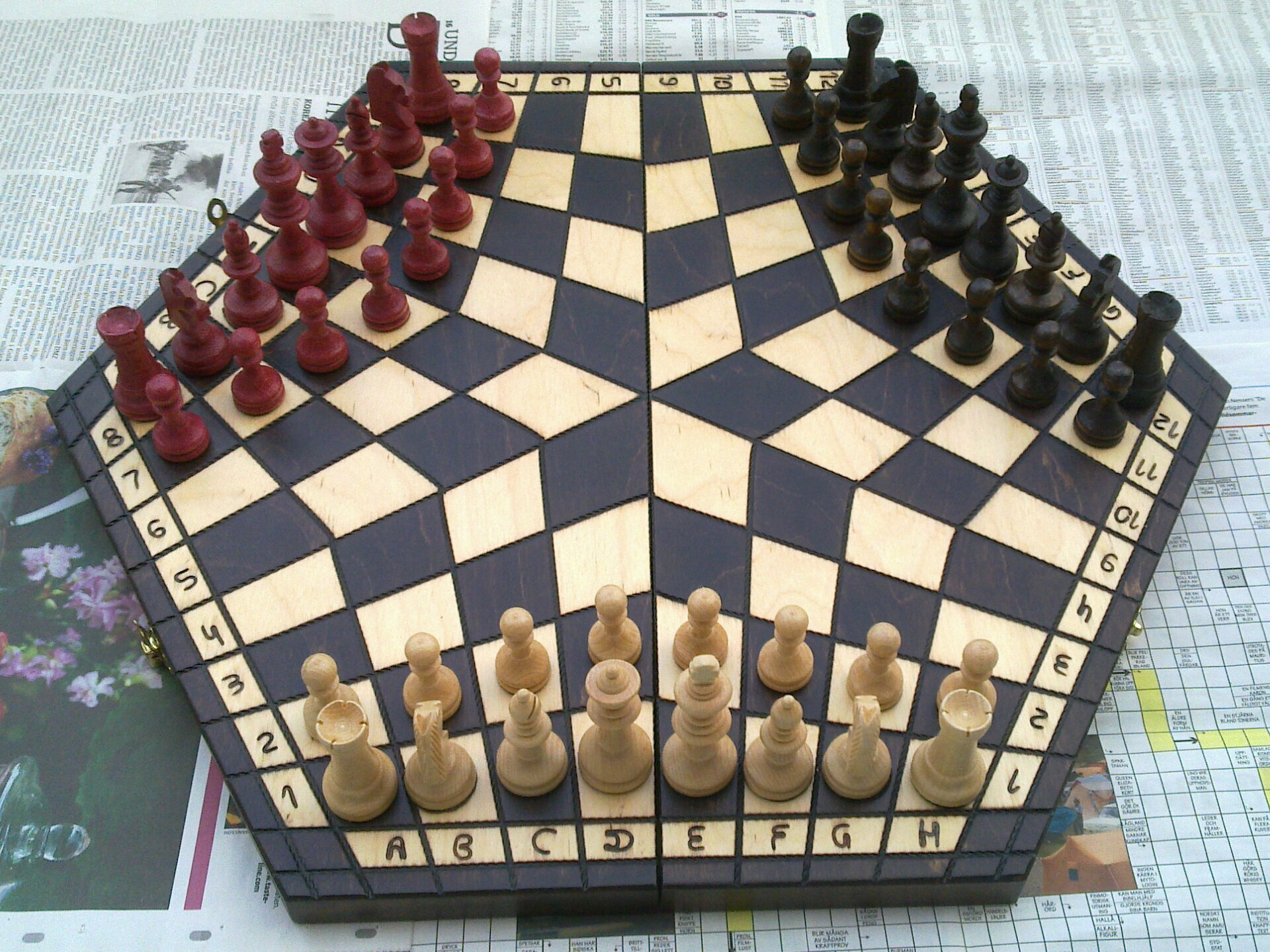
Шестикутна шахівниця для гри утрьох зі стартовою позицією
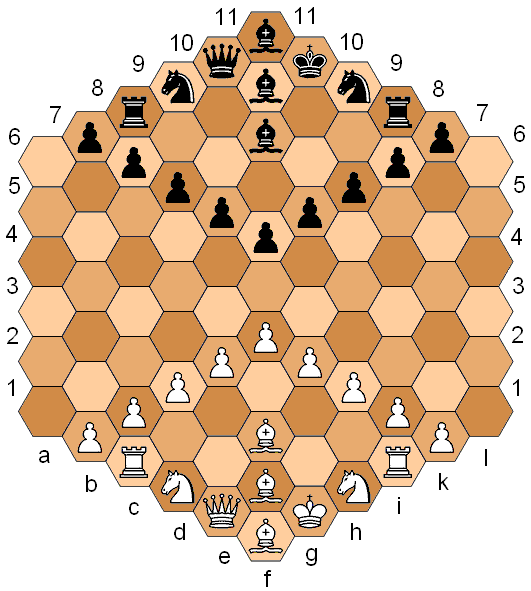
Один з варіантів шестикутних шахів Глинського
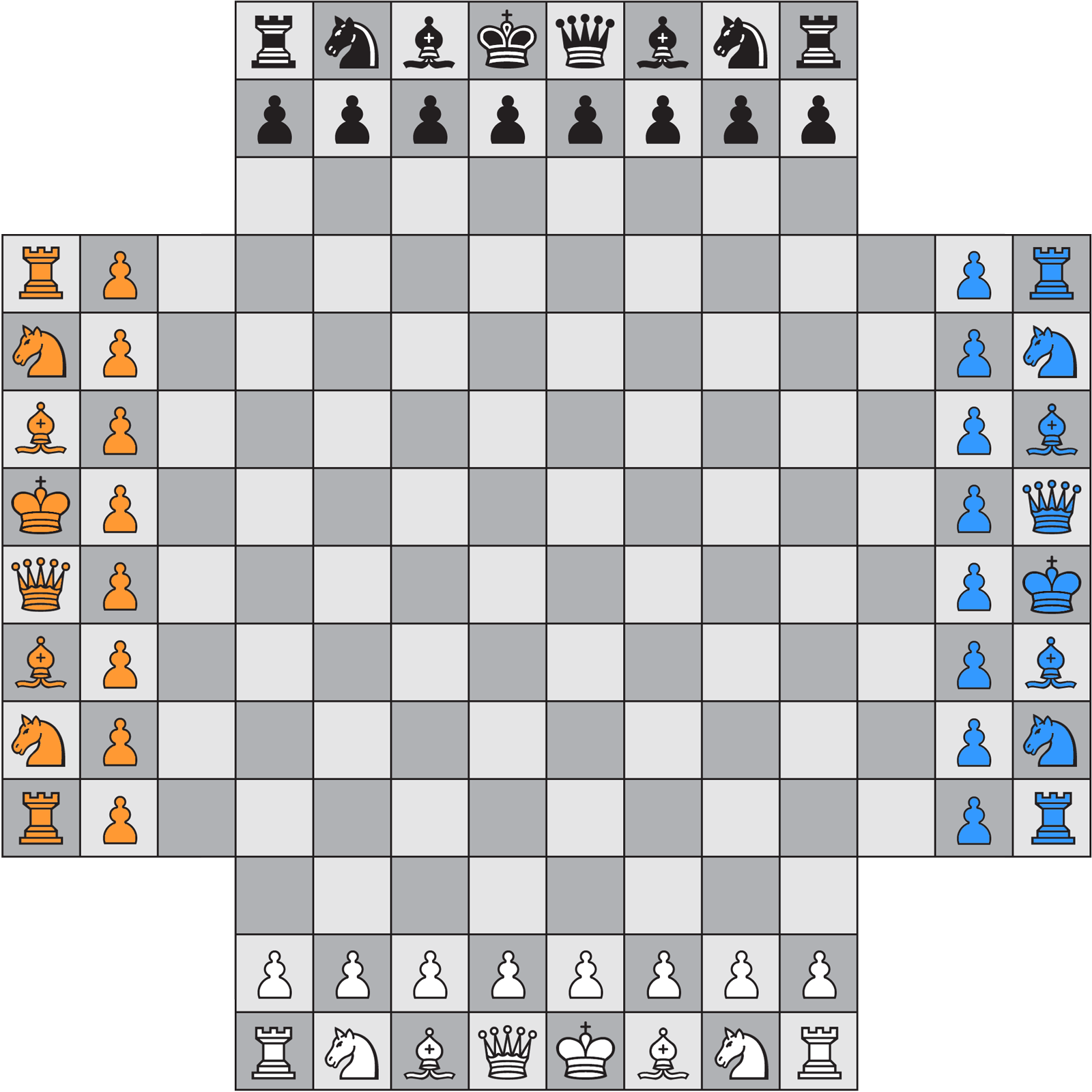
Шахівниця для гри вчотирьох зі стартовою позицією
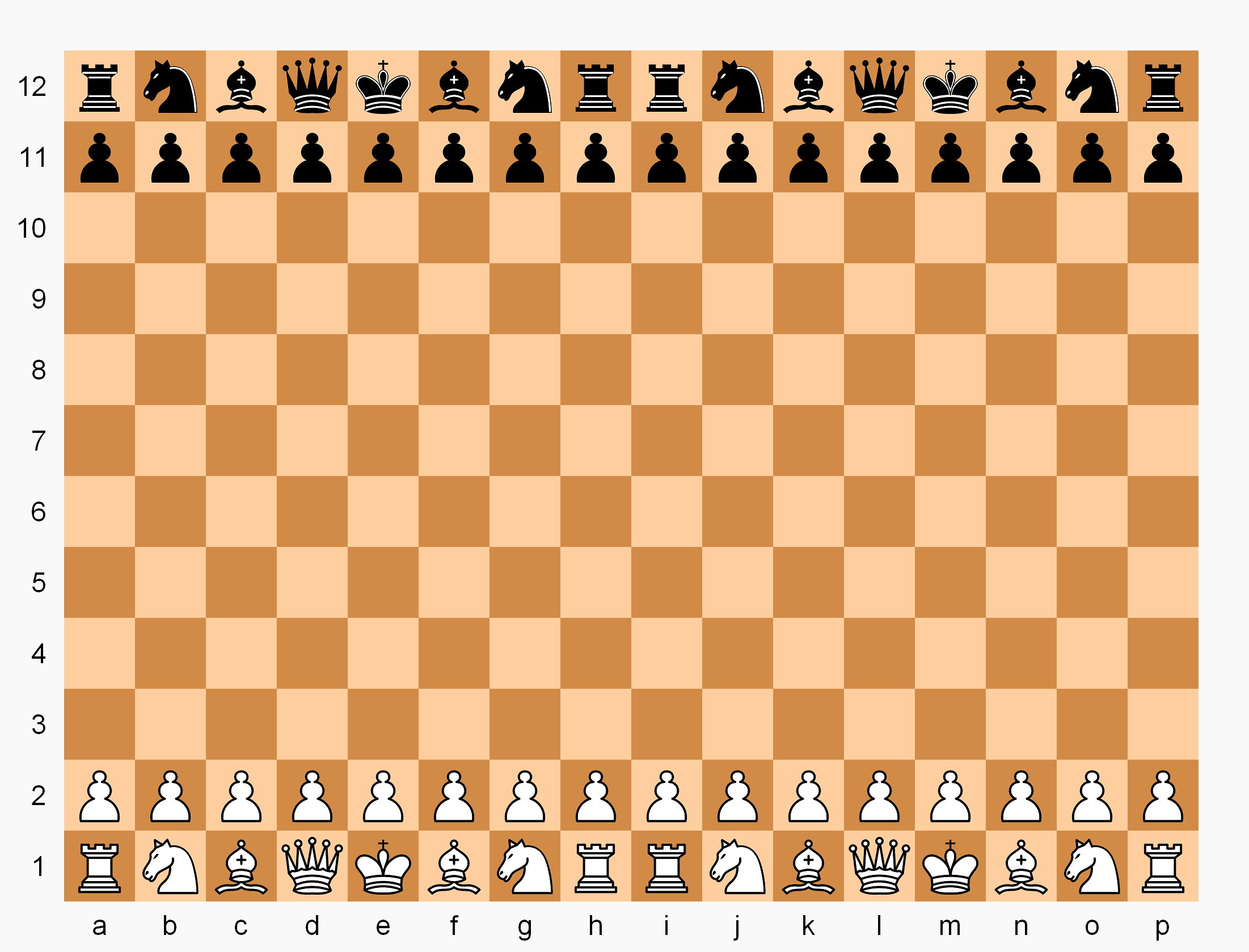
Шахівниця для подвоєних шахів зі стартовою позицією
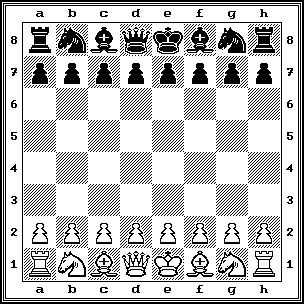
Шахівниця з початковою позицією у шахах
Шахівниця з початковою позицією у турецьких шахах

## Джерело
Шахівниця [Архівовано 19 серпня 2014 у Wayback Machine.] на сайті документації KDE